# Adalaj
Adalaj – miasto w Indiach, w stanie Gudźarat. W 2011 roku liczyło 11 957 mieszkańców.